# Combinatoriality
In der Zwölftontechnik steht combinatoriality für eine Eigenschaft von  Zwölftonreihen, wobei jeder Abschnitt einer Reihe sich mit dem entsprechenden Abschnitt einer Reihentransformationen zum chromatischen Total ergänzt. Das Prinzip wurde erstmals systematisch von Milton Babbitt beschrieben und als konstruktives Prinzip eines seriellen Tonsatzes etabliert.

## Hexachordkomplementarität

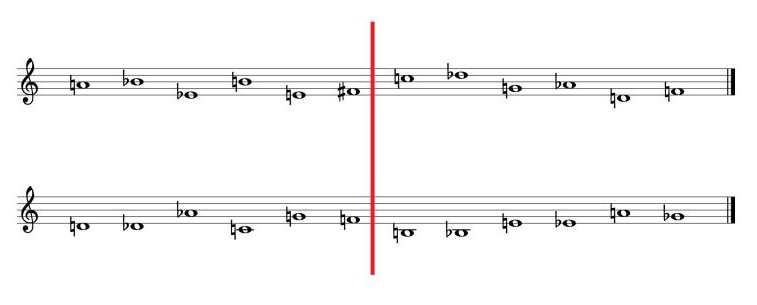
Arnold Schönberg: Concerto for Violin op. 36. Grundreihe und Quinttransposition der Umkehrung

Parallele Hexachorde ermöglichen die Kombination von mehreren Reihenvarianten zugleich, ohne dass sich Tonwiederholungen und Oktavparallelen ergeben. Sie erleichtern damit auch die Organisation der Harmonik. Bereits Arnold Schönberg beschreibt die Hexachordkomplementarität in seinem Aufsatz Composition with Twelve Tones, der auf zwei in Princeton und Washington gehaltene Vorträge aus dem Jahr 1934 zurückgeht. Schönberg führt den Ursprung dieser Gestaltungsidee auf die aus Kompositionstechnischen Gründen notwendige Anpassung erster Reihenentwürfe zurück: 

„Die Umkehrung der ersten sechs Töne des Vordersatzes auf der Quint tiefer sollte keine Wiederholung eines dieser sechs Töne hervorbringen, sondern die bisher unbekannten sechs Töne der chromatischen Skala ergeben. Das hat den Vorteil, daß man Melodieteile aus den ersten sechs Tönen durch Harmonien  aus den zweiten sechs Tönen begleiten kann, ohne Verdopplungen zu erhalten“

Im Grunde verhalten sich die Hexachorde aller Zwölftonreihen in irgendeiner Weise komplementär zueinander: In Schönbergs Bläserquintett op. 26 beispielsweise verhält sich die erste Reihenhälfte in der Originalgestalt komplementär zur ersten Reihenhälfte der Umkehrung, eine kleine Sekund nach unten transponiert. Diese Ausgangssituation ist jedoch zur Kombination der Reihenhälften musikalisch nicht immer günstig. Beim Concerto for Violin op. 36 liegt die von Schönberg bevorzugte Hexachordkomplementarität im Quintabstand vor.

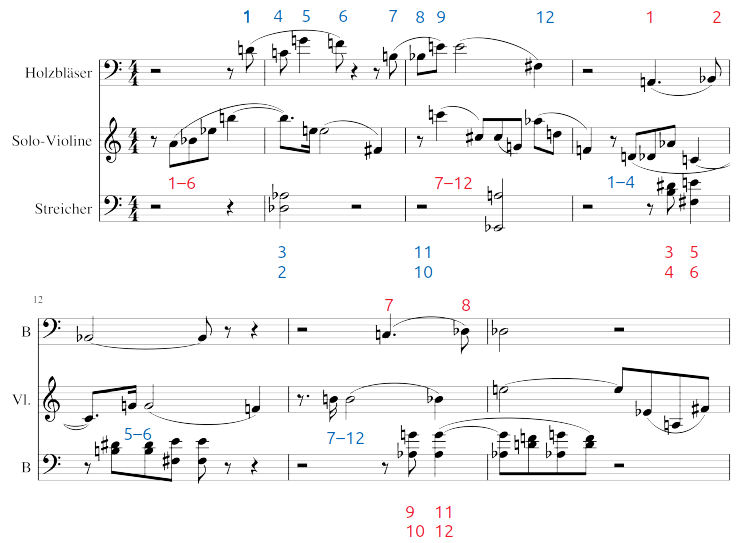
Arnold Schönberg: Concerto for Violin op. 36 (vereinfachte Darstellung). Rot=Originalgestalt a'e

Die Entfaltung der komplementären Reihenzüge lässt sich in den Takten 8 bis 14 des Violinkonzerts gut nachvollziehen. Der erste Satz beginnt mit der Einführung eines Mottos, das auf einer kleinen Sekunde beruht und in Violine und Orchester durch eine Auswahl bestimmter Reihentöne präsentiert wird – zunächst mit der Grundreihe von a ausgehend, dann mit der Umkehrung von e ausgehend, also transponiert um eine Quint nach oben. Ab T. 8 spielt sich die Violine melodisch frei und durchläuft bis T. 11 einmal die Originalgestalt der Grundreihe, wieder ausgehend von a. Das Orchester begleitet die ersten 6 Töne der Violine mit den ersten 6 Tönen der Umkehrung von e ausgehend. Die Weiterführung der Melodie mit den Reihentönen 7–12 der Grundreihe wird mit den entsprechenden Tönen der Umkehrung im Orchester ergänzt. In T. 11 bis 14 wiederholt sich die Konstellation umgekehrt: die Solo-Violine setzt die Melodie mit einem vollständigen Durchlauf der Umkehrung fort, während das Orchester mit den jeweils komplementären Hexachorden der Originalgestalt begleitet.
Einen Algorithmus zum Auffinden von Hexachordkomplentarität entwickelte Johannes Söllner und bewies dessen mathematisch vollständige Funktion. Dieser ist auf jede beliebige Reihe applizierbar und funktioniert auch rein graphisch.

## Trichordkomplementarität

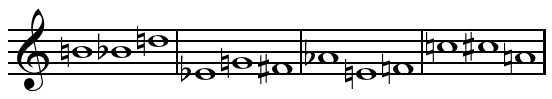
Anton Webern: Konzert Op. 24, Grundreihe Eine Reihe, in der alle vier Trichorde Ableitungen des ersten Trichords sind.

Als trichordkomplementär bezeichnet man die Reihen, bei der das chromatische Total durch reguläre Transformation der ersten drei Reihentöne erreicht wird. Die Grundreihe von Weberns Konzert op. 24 beispielsweise beginnt mit der Tonfolge h-b-d. Das zweite Trichord entsteht durch Krebsumkehrung des ersten vom Ton es ausgehen, das dritte ist dessen Krebs vom gis ausgehend. Das letzte Trichord ist die Umkehrung des ersten von c ausgehend.